# نيولاند
نيولاند (بالإنجليزية: Newland)‏ هي مدينة أمريكية ومركز مقاطعة أفيري في ولاية كارولاينا الشمالية في الولايات المتحدة الأمريكية.

## التركيبة السكانية
حدّد مكتب تعداد الولايات المتحدة بيانات التركيبة السكانية لنيولاند في تعداد الولايات المتحدة. في ما يلي، التركيبة السكانية حسب تعدادي 2000 و2010.

### تعداد عام 2000
بلغ عدد سكان نيولاند 704 نسمة بحسب تعداد عام 2000، وبلغ عدد الأسر 334 أسرة وعدد العائلات 207 عائلة مقيمة في البلدة. في حين سجلت الكثافة السكانية 362.9 نسمة لكل كيلومتر مربع (939.9/ميل2). وبلغ عدد الوحدات السكنية 363 وحدة بمتوسط كثافة قدره 187.1 لكل كيلومتر مربع (484.6/ميل2).
وتوزع التركيب العرقي للبلدة بنسبة 99.01% من البيض و0.99% من الأعراق الأخرى و1.56% من الهسبانيون أو اللاتينيون من أي عرق.
بلغ عدد الأسر 334 أسرة كانت نسبة 27.2% منها لديها أطفال تحت سن الثامنة عشر تعيش معهم، وبلغت نسبة الأزواج القاطنين مع بعضهم البعض 42.5% من أصل المجموع الكلي للأسر، ونسبة 15.9% من الأسر كان لديها معيلات من الإناث دون وجود شريك،  بينما كانت نسبة 3.6% من الأسر لديها معيلون من الذكور دون وجود شريكة وكانت نسبة 38% من غير العائلات. تألفت نسبة 34.7% من أصل جميع الأسر من عدة أفراد يعيشون في نفس المنزل ونسبة 17.7% كانت تتألف من شخص يعيش بمفرده يبلغ من العمر 65 عاماً أو أكثر. وبلغ متوسط حجم الأسرة المعيشية 2.09، أما متوسط حجم العائلات فبلغ 2.63.
بلغ العمر الوسطي للسكان 39.8 عاماً. وكانت نسبة 20.3% من القاطنين تحت سن الثامنة عشر، وكانت نسبة 9.7% بين الثامنة عشر والرابعة والعشرين عاماً، ونسبة 26.4% كانت واقعةً في الفئة العمرية ما بين الخامسة والعشرين والرابعة والأربعين عاماً، ونسبة 22.7% كانت ما بين الخامسة والأربعين والرابعة والستين، ونسبة 20.2% كانت ضمن فئة الخامسة والستين عاماً فما فوق. يوجد لكل 100 أنثى 87.9 ذكر، ويوجد لكل 100 أنثى في الثامنة عشر من عمرها فما فوق 82.9 ذكر.
بلغ متوسط دخل الأسرة في البلدة 24,375 دولارًا، أما متوسط دخل العائلة فبلغ 33,875 دولارًا. وكان متوسط دخل الذكور 22,917 دولارًا مقابل 24,500 دولارًا للإناث. وسجل دخل الفرد الخاص بالبلدة 18,344 دولارًا. وكانت نسبة 16.3% من العائلات ونسبة 21.2% من السكان تحت خط الفقر، وكان من هؤلاء نسبة 24.7% تحت سن الثامنة عشر ونسبة 21.3% في الخامسة والستين من العمر وما فوق.

### تعداد عام 2010
بلغ عدد سكان نيولاند 698 نسمة بحسب تعداد عام 2010، وبلغ عدد الأسر 310 أسرة وعدد العائلات 178 عائلة مقيمة في البلدة. في حين سجلت الكثافة السكانية 359.8 نسمة لكل كيلومتر مربع (931.9/ميل2). وبلغ عدد الوحدات السكنية 362 وحدة بمتوسط كثافة قدره 186.6 لكل كيلومتر مربع (483.3/ميل2).
وتوزع التركيب العرقي للبلدة بنسبة 88.83% من البيض و0.86% من الأمريكيين الأفارقة و0.86% من الأمريكيين الأصليين و0.43% من الأمريكيين ذوي الأصول الآسيوية و0.57% من سكان جزر المحيط الهادئ و7.59% من الأعراق الأخرى و0.86% من عرقين مختلطين أو أكثر و10.17% من الهسبانيون أو اللاتينيون من أي عرق.
بلغ عدد الأسر 310 أسرة كانت نسبة 26.5% منها لديها أطفال تحت سن الثامنة عشر تعيش معهم، وبلغت نسبة الأزواج القاطنين مع بعضهم البعض 39% من أصل المجموع الكلي للأسر، ونسبة 13.9% من الأسر كان لديها معيلات من الإناث دون وجود شريك،  بينما كانت نسبة 4.5% من الأسر لديها معيلون من الذكور دون وجود شريكة وكانت نسبة 42.6% من غير العائلات. تألفت نسبة 38.4% من أصل جميع الأسر من عدة أفراد يعيشون في نفس المنزل ونسبة 16.8% كانت تتألف من شخص يعيش بمفرده يبلغ من العمر 65 عاماً أو أكثر. وبلغ متوسط حجم الأسرة المعيشية 2.15، أما متوسط حجم العائلات فبلغ 2.84.
بلغ العمر الوسطي للسكان 40.5 عاماً. وكانت نسبة 21.1% من القاطنين تحت سن الثامنة عشر، وكانت نسبة 9.3% بين الثامنة عشر والرابعة والعشرين عاماً، ونسبة 23.9% كانت واقعةً في الفئة العمرية ما بين الخامسة والعشرين والرابعة والأربعين عاماً، ونسبة 26.8% كانت ما بين الخامسة والأربعين والرابعة والستين، ونسبة 18.9% كانت ضمن فئة الخامسة والستين عاماً فما فوق. وتوزع التركيب الجنسي للسكان بنسبة 48.6% ذكور و51.4% إناث.

## أعلام
- باول جونسون
- سامي ايسبوسيتو
- ماكس روتش